# Museo Archivo de Santa María de Mataró
El Museo Archivo de Santa María de Mataró (en catalán Museu Arxiu de Santa Maria de Mataró, abreviadamente MASMM) es un museo y archivo de titularidad parroquial creado en 1946 para gestionar el patrimonio artístico, histórico y cultural de la  basílica de Santa María, la más antigua de Mataró. Está ubicado en la antigua masía de Can Seguí o Can Soleret, edificio adyacente a la basílica que forma parte de la Inventario del Patrimonio Arquitectónico de Cataluña.
Su alcance de actuación ha ido aumentando gracias a las muchas donaciones recibidas de fondos personales y patrimoniales, de entidades y de empresas del término municipal. Cronológicamente dispone de documentación desde el siglo XII hasta la actualidad, ocupando 282 metros lineales.

## Edificio
Hasta el año 1981 el Museo-Archivo ocupaba la antigua Sala del Archivo de la Comunidad de Presbíteros, espacio en el interior de la  basílica de Santa María, las capillas y sacristías anexas de las antiguas cofradías y la Torre del Rector, donde se conservaba la mayor parte del fondo de la parroquia. En esta fecha se adquirió la casa de la calle de Beata María número 3, adosada a las paredes laterales del templo, Can Seguí. Se trata de un edificio residencial de estilo gótico tardío, construido entre los  siglos XVI y  XVII, una antigua masía de 3 cuerpos que se 'organizaba entonces en 3 casas. A pesar de las reformas posteriores conserva en la fachada dos ventanas conopiales de la época. La casa es catalogada en el Catálogo del Patrimonio Histórico - Arquitectónico de Mataró.
En 1985 se inauguró parcialmente el espacio actual.

## Historia

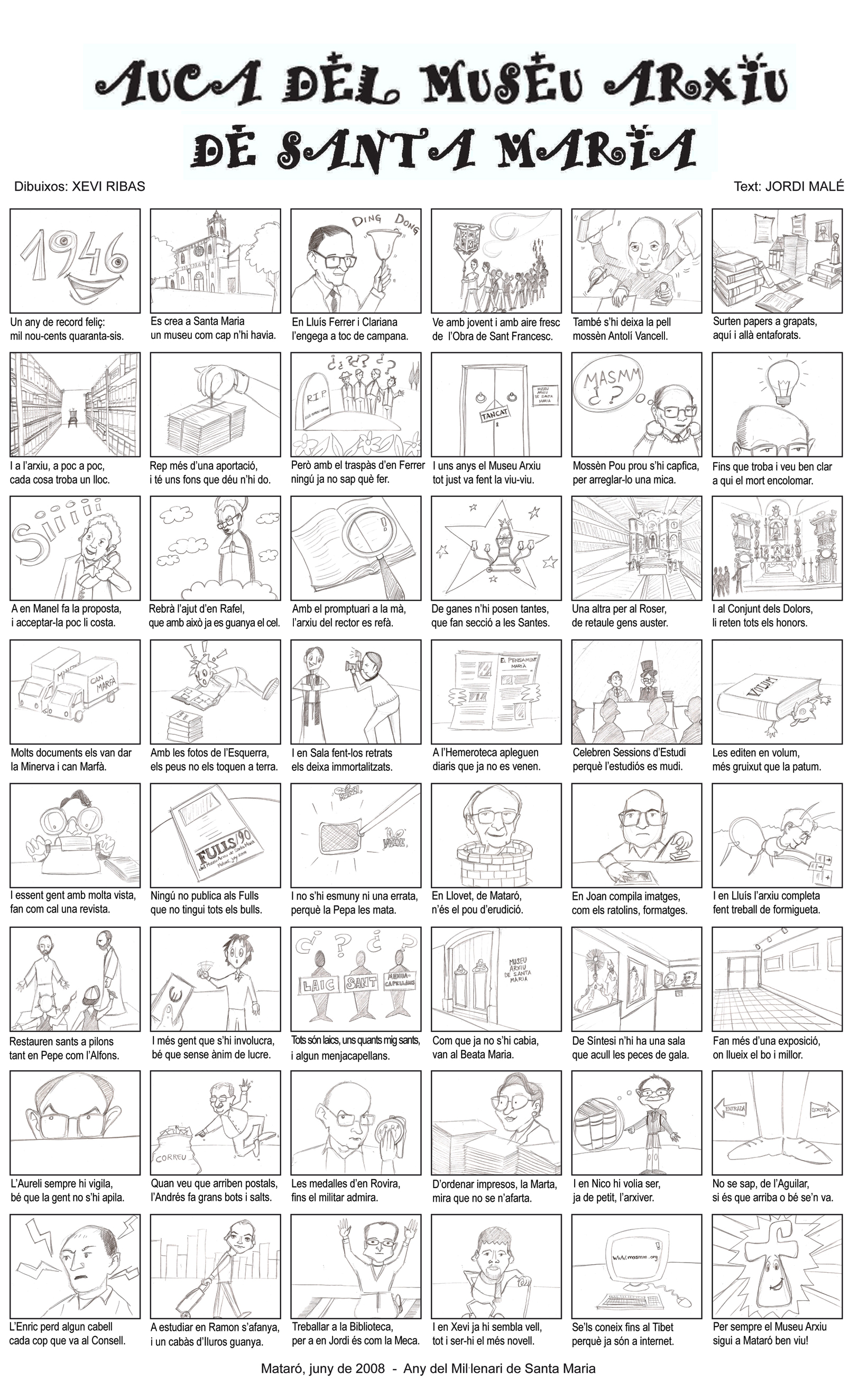
Auca del Museo Archivo de Santa María de Mataró para la celebración del Milenario de la Basílica de Santa María de Mataró (2008)

### Antecedentes
En los alrededores de 1930 José Cateura y el reverendo mataroní Doctor Fèlix Español tienen la intención de crear un museo parroquial con el material almacenado en las bóvedas de la capilla de  San Telmo y del Sacramento viejo, pero la iniciativa no prosperó y se interrumpe con el inicio de la Guerra Civil Española.
Durante este periodo convulso la tarea de salvaguarda del patrimonio de la parroquia, pero también del patrimonio religioso privado, está en manos de un grupo reducido de particulares mataronins, buenos amigos y apasionados por la historia, entre los que Lluís Ferrer Clariana, Marià Ribas y Bertran, Rafael Extraño y Julià Gual. Vinculados a la Agrupación Científico-Excursionista del Círculo Católico de Obreros, durante los años treinta habían organizado actividades dirigidas al conocimiento del patrimonio cultural (prospecciones y excavaciones en Burriac, excursiones para conocer todas las casas de Mata y  el Corredor). A partir de 1939 se añaden al grupo personas como el historiador  Joaquim Llovet, los hermanos Arenas, pintores, o José María Guanyabens, con la intención de intentar preservar la función cultural de todos los edificios religiosos dañados.
Ferrer era funcionario municipal en la oficina de abastecimientos y Ribas, el arqueólogo que presidía la sección de Historia y Arqueología del Museo de Mataró, creada en el 1946. El año1943 Ferrer había creado la Obra de San Francisco, una asociación de inspiración franciscana, para la recuperación; del patrimonio religioso y cultural, que restauraba iglesias, ermitas y capillas votivas de las calles, editaba gozos, organizaba fiestas y editaba monografías. Ferrer tenía la confianza de los tres rectores sucesivos de la basílica (Massó, Vancell y Pozo) y entre 1940 y 1946 se había dedicado a recuperar y agrupar en un solo archivo todos los fondos documentales de la parroquia que habían sido separados durante la Guerra Civil: los que se encontraban en los almacenes municipales situados en el antiguo convento de las benetas; los del archivo del Rector, dicho de la torreta, por la ubicación en una torre de la rectoría; los que conservaban particulares, que habían sido responsables de cofradías y administraciones; y el conjunto de libros de la parroquia sufragánea de Mata.
Primero había recogido en dos salas de los bajos de la rectoría vieja telas, piezas de los retablos destruidos y documentación y luego los había trasladado a la sala de juntas o de la administración del Rosario.

### 1946-1974
Promovido por la Obra de San Francisco y su director, Lluís Ferrer y Clariana, de acuerdo con el rector de Santa María, mosén Vancell, el 2 de febrero de 1946 se inauguró el  Museo Histórico Arciprestal de Santa María  en la antigua Sala del Archivo de la Comunidad de Presbíteros. Lluís Ferrer en aconteció director. Se empezó la clasificación de legajos y pergaminos, se crearon dos secciones abiertas con carácter de colección, se dio a conocer la institución en el exterior visitando diferentes archivos, manteniendo correspondencia con asociaciones de archiveros, publicando artículos sobre las actividades del Museo histórico Arciprestal, organizando exposiciones y conferencias o creando una sección de estudios que no tuvo continuidad inmediata. También se impulsó la primera restauración de los lienzos de Antonio Viladomat del Conjunto de los Dolores.
Con la muerte de Lluís Ferrer en 1970 se abrió un periodo de incertidumbre a pesar de la publicación póstuma del segundo volumen sobre la historia de la basílica: se cerró la sala del museo, se detuvieron las visitas y las actividades y se interrumpió la correspondencia.

### Desde 1974
En 1974, gracias al ofrecimiento del rector Francisco Pozo, dos miembros del Consejo Pastoral se responsabilizaron del  Museo Histórico : Manel Salicrú y Puig, aparejador de profesión, joven y aficionado por la historia, en tomó la dirección; y Rafael Soler y Fontrodona, comerciante, vinculado a la cofradía de los Dolores y colaborador de Ferrer en la primera restauración de los Dolores, fue nombrado secretario.
Con ambición de futuro pero conociendo el pasado, se inició una nueva etapa en el archivo:
- Se ordenó la biblioteca
- Se recompusieron los 37 legajos del archivo parroquial gracias al descubrimiento del "Prontuario sustancial de todo lo que contienen los 37 pliegos y libros del archivo del rector ", compendio de documentos desde el siglo XV al siglo XIX, recopilado en 1813.
- Se intervino en los fondos de las antiguas cofradías
- Se incorporan los libros sacramentales de la rectoría
- En 1976 se restauró la sala del archivo

Paralelamente se forja una nueva dimensión museística del conjunto del edificio de la iglesia y 1979 se convierte en un año clave para la difusión del conjunto. Caen dos palabras del nombre de la institución y se convierte Museo-Archivo de Santa María, se inaugura el conjunto de los Dolores, se establece un calendario de visitas guiadas por el recinto y un horario de sábados mañana por la consulta del archivo; y se pone en marcha el proyecto de la revista  Hojas .
En 1981 se compró la casa de cuerpo del número 3 de la calle Beata María para instalar la institución y se inauguró parcialmente en 1985.
Desde entonces se han realizado actuaciones en el campanario, el Rosario y el tejado de los Dolores; desde 1984 y anualmente se organizan las Sesiones de Estudios Mataronins, se programan tres exposiciones anuales y se han puesto a disposición de los investigadores los fondos parroquiales, de entidades y particulares y los bibliográfico si  hemerográfico s, especialmente en el ámbito del teatro.

## Organización
El Museo Archivo de Santa María está inscrito en el Registro de Museos de Cataluña y en la Guía de Centros de Estudios de Cataluña.
es gestionat por un equipo que se constituyó como asociación cultural sin ánimo de lucro en 1991 a fin de regularizar su situación ante las administraciones. En este mismo momento suscribe un convenio con el rector para el cuidado de la gestión del patrimonio histórico, cultural y artístico de la parroquia y, por tanto, de la gestión delegada del Museo Archivo. Se trata de un equipo formado por un laicos, más o menos vinculados a la parroquia, con varios estudios y oficios, todos trabajando de manera voluntaria y desinteresada para las actuaciones y con un alto nivel de implicación en el mundo cultural de la ciudad.
Desde octubre del año 2010 el presidente y director es el historiador y archivero Nicolás Guanyabens y Calvet, Manuel Salicrú y Puig es el secretario y Juan Castellano y Oliva , el tesorero.

## Museo

### La Sala de Síntesis
Se exponen las piezas más importantes que se conservan en la parroquia de Santa María, desde el gótico tardío y el barroco hasta el Modernismo:
- Imagen de alabastro de la Virgen (siglo XV)
- Cruz parroquial e imagen de la Virgen del Rosario (XVII)
- Esculturas de Antoni Riera y Mora y Carlos Moretó
- Tela de la Purísima de Antonio Viladomat
- Tela del Calvario de Ramon Amadeu (XVIII)

Permite seguir la historia de la parroquia y de la ciudad a partir del primer documento conocido conservado en la parroquia, del 1008.

### Conjunto de los Dolores
El Conjunto de los Dolores fue construido entre los años 1694 y 1798 por la Venerable Congregación de Nuestra Señora de los Dolores. Se compone de la Capilla de la Virgen de los Dolores, Sacristía, Sala de Juntas, Corazón y Cripta. La Capilla y la Sala de Juntas fueron decoradas, entre los años 1722 y 1737, por el pintor barcelonés Antonio Viladomat, que también en pintó las seis grandes telas laterales de la capilla. En la Capilla también hay que admirar los celos del Corazón.
Conservado en su estado original, representan el conjunto pictórico catalán más importante del XVIII llegado a nuestros días.

### Sección Roser
El Arte Barroco catalán tiene en la Basílica de Santa María otro nombre capital, el retablo de la Capilla del Rosario, uno de los más importantes conservados. Fue construido entre 1690 y 1699 por el escultor de Mataró Antoni Riera y Mora con la ayuda del occitano Luis Bonifacio, establecido en Cataluña.
En la sacristía anexa exhibe la documentación de la Cofradía del Rosario desde el 1575.

### Sección Santes
Recoge documentación, relicarios, imágenes, objetos de orfebrería, ornamentos y iconografía relacionada con la tradición y el culto de Mataró a las Santas patronas, Juliana y Semproniana, desde 1853, año de su proclamación después de haber sido consideradas como mataronines y de conseguir la posesión de sus reliquias.
También se expone la partitura original de la Misa de las Santas de Mn. Manuel Blanch.

## Archivo
Desde finales del Edad Media hasta la actualidad, la documentación relacionada con Mataró y la comarca del Maresme que custodia el Museo-Archivo es amplia y diversa:  pergaminos, impresos,  partituras musicales o imágenes.

### Biblioteca
Se organiza en secciones: historia, religión, literatura y lengua. Entre las obras literarias sobresale la dedicada al teatro, que cuenta con unos 8000 títulos de entre finales del XIX y último cuarto del XX.

### Hemeroteca
Se custodian 25 colecciones completas de publicaciones periódicas locales de la segunda mitad del XIX hasta la actualidad, la mayoría ya extintas, y varios ejemplares sueltos de casi todas las que se han editado en Mataró.

## Servicios
Como centro de Estudios Locales, el MASMM promueve la investigación y, anualmente, desde 1984 convoca las  Sesiones de Estudios Mataronins , una tribuna libre de historiadores, investigadores y estudiosos de Mataró y la comarca del  Maresme. Las comunicaciones presentadas cada año son reunidas y editadas en volumen.
También publica desde abril de 1978 los Fulls, una revista cuatrimestral de investigación histórica para dar a conocer los fondos del archivo y promover estudios de historia.
Varios son los servicios de que dispone dirigidos a los usuarios:
- Sala de consulta.
- Servicio de información y referencia para consultas dirigidas vía telefónica o  e-mail .
- Consulta del fondo a través de la página web de la institución y la descarga de los textos íntegros de los arTiCl de las revistas  Hojas  y  Sesiones de Estudios Mataronins .
- Biblioteca y hemeroteca auxiliar y de investigación para la consulta de los usuarios en la sala de consulta.
- Sala de exposiciones, donde se programan 3 exposiciones anuales sobre fondos de la institución y en relación con los hechos culturales, sociales o políticos de Mataró y la comarca.
- Visitas guiadas en grupo.